# Sven Nygren
Sven Fredrik "Massa" Nygren född 6 februari 1895, död 5 mars 1970 i Stockholm, svensk manusförfattare, produktionsledare och producent. Han var gift med Anne Cathrine Leuhusen, född 1917, med vilken han fick en dotter, Anne Charlotte, 1941.
Nygren var direktör i Film AB Imago som runt 1944 var en av de ca 20 långfilmsproducerande företagen i Sverige.

## Filmografi (urval)

### Som manusförfattare
- 1934 – Uppsagd

### Som producent
- 1952 – Oppåt med Gröna Hissen
- 1951 – 91 Karlssons bravader
- 1953 – Alla tiders 91:an Karlsson
- 1946 – Kvinnor i väntrum
- 1942 – En trallande jänta
- 1940 – Kyss henne!
- 1934 – Uppsagd
- 1932 – Service de nuit
- 1931 – Trötte Teodor